# Лилав олигодон
Лилавите олигодони (Oligodon purpurascens) са вид влечуги от семейство Смокообразни (Colubridae).
Разпространени са в Югоизточна Азия.
Таксонът е описан за пръв път от Херман Шлегел през 1837 година.